# مجموعه بردگوریهای نازی
مجموعه بردگوریهای نازی در شهرستان کوهرنگ، بخش بازفت، روستای نازی واقع شده و این اثر در تاریخ ۲۴ فروردین ۱۳۸۲ با شمارهٔ ثبت ۸۲۱۰ به‌عنوان یکی از آثار ملی ایران به ثبت رسیده است.